# European Camerata
European Camerata est un orchestre de chambre à cordes fondé en 1995 par le violoniste français Laurent Quénelle.
Formé de musiciens issus des plus grandes formations européennes (London Symphony Orchestra, Orchestre de Paris,...), l'ensemble joue debout, sans chef et se produit lors de sessions régulières dans les plus grands festivals et théâtres européens mais occasionnellement aussi lors de plus grandes tournées (Indonésie en 2006).
L'ensemble aborde un répertoire qui va de Purcell, Mozart aux créations les plus récentes et se produit avec des solistes tels que François Leleux, Olivier Charlier, William Sabatier, Cédric Tiberghien, Florent Héau, Alexandre Lagoya, Jean-Paul Minali-Bella ou Nicholas Angelich.
L'ensemble a publié en 2008 son troisième disque et bénéficie notamment d'une résidence auprès du Centre de culture européenne de Saint-Jean-d'Angély (France).